# Xã Johnson, Quận Clay, Arkansas
Xã Johnson (tiếng Anh: Johnson Township) là một xã thuộc quận Clay, tiểu bang Arkansas, Hoa Kỳ. Năm 2010, dân số của xã này là 225 người.